# Presidente della Generalitat de Catalunya
Il Presidente della Generalitat de Catalunya (in spagnolo: Presidente de la Generalidad de Cataluña, in catalano: President de la Generalitat de Catalunya), informalmente noto anche come presidente della Catalogna, è il capo della Generalitat de Catalunya e dell'organo esecutivo della stessa, il Consiglio esecutivo della Catalogna.
Viene eletto dal Parlamento della Catalogna e nominato quindi dal Re di Spagna.
Ad oggi, il presidente della Generalitat de Catalunya è Salvador Illa del PSC/PSOE.

## Elezione
L'elezione del presidente della Generalitat è definita nell'articolo 152.1 della Costituzione spagnola e nell'articolo 67.2 dello Statuto di autonomia della Catalogna del 2006, è espressa  inoltre negli articoli 49 e seguenti della legge 3/1982 e negli articoli 127 e 128 del regolamento del Parlamento della Catalogna del 2005.
L'elezione del presidente si caratterizza per 3 fasi : 
- Una volta che si sono svolte le elezioni regionali e il Parlamento è stato costituito, il presidente del Parlamento della Catalogna organizza una serie di consultazioni con i diversi rappresentanti dei gruppi politici e propone un candidato per la Presidenza della Generalitat, che deve obbligatoriamente essere scelto tra un membro del Parlamento.
- Successivamente il candidato proposto deve esporre il programma governativo e richiedere la fiducia del Parlamento, in una sessione plenaria denominata "Debate de investidura". Al termine del dibattito si procede alla votazione in cui il candidato è investito, purché ottenga un numero di voti favorevoli pari o superiore alla maggioranza assoluta della camera. In caso contrario, si passerebbe ad un secondo turno in cui il candidato sarebbe investito a maggioranza semplice. Nel caso in cui il candidato non abbia ottenuto la fiducia del Parlamento, il Presidente dell'assemblea dovrebbe presentare i nuovi candidati successivamente con il termine massimo di due mesi, dopo questo periodo il Parlamento viene sciolto e vengono indette nuove elezioni.
- Il Presidente del Parlamento deve comunicare la decisione del Parlamento della Catalogna al Re di Spagna, che procede alla nomina.